# Сідікі Каба
Сідікі Каба (фр. Sidiki Kaba) — сенегальський політик, який обіймає посаду 15-го прем'єр-міністра Сенегалу з 6 березня 2024 року.
З 2013 року він є хранителем печаток і міністром юстиції Сенегалу. 8 грудня 2014 року він був обраний Президентом Асамблеї держав-учасниць Римського статуту Міжнародного кримінального суду як кандидат, висунутий африканськими державами-учасницями на основі консенсусу і схвалений Бюро Асамблеї. Він буде виконувати обов'язки Президента Асамблеї, яка працює в Нью-Йорку і Гаазі, одночасно продовжуючи виконувати свої функції міністра юстиції в Дакарі.
Сідікі Каба вивчав право. Свою професійну кар'єру він присвятив просуванню та захисту прав людини, особливо в питаннях, пов'язаних зі свободою преси, жіночими та політичними правами. Він брав участь у переговорах 1998 року щодо Римського статуту і після цього проводив численні кампанії з просування ратифікації Статуту Сенегалом та багатьма іншими африканськими країнами. У 2001 році став першим африканцем, обраним президентом Міжнародної федерації прав людини, організації, яку він раніше представляв в Африканській комісії з прав людини і народів. Він є засновником численних юридичних та правозахисних організацій.